# Maracalagonis
Maracalagonis – miejscowość i gmina we Włoszech, w regionie Sardynia, w prowincji Sud Sardynia. Graniczy z Castiadas, Quartu Sant'Elena, Quartucciu, Settimo San Pietro, Sinnai i Villasimius.
Według danych na rok 2004 gminę zamieszkiwało 6346 osób, 62,8 os./km².